# Pied-de-poule

Disegnatura di un pied de poule

Il pied-de-poule è un tessuto a navetta con effetto di colore, ottenuto grazie all'uso di filati in colore contrastante a formare un caratteristico disegno che ricorda una zampa di gallina.

## Descrizione
Il suo nome viene dal francese, significa piede di gallina. Il motivo si sviluppa su un modulo di 4 fili scuri - 4 fili chiari tramati con lo stesso criterio: 4 trame scure, 4 chiare, intrecciati in saia 2.2 (intreccio detto anche batavia) e forma quadretti scuri e chiari che si alternano a zone in cui i fili di una tonalità sono intrecciati con trame del colore opposto e formano quindi dei piccoli motivi diagonali.
Si realizza principalmente in lana, vi sono anche versioni in cotone e fibre artificiali.
Tessuto classico, adatto a tagli di sartoria si utilizza per abbigliamento, sia maschile che femminile, per pantaloni, abiti, gonne e giacche.